# Kutaissi
Kutaissi (georgià: ქუთაისი, pronunciat  [kʰutʰɑisi] (?·pàg.)) és la segona ciutat en importància de Geòrgia i capital de la part occidental i històricament capital de Còlquida i Imerècia. Va ser capital de Geòrgia del 1000 al 1122. La catedral de Bagrati i el monestir de Guelati estan inscrits des del 1994 a la llista del Patrimoni de la Humanitat i, des del 2010, són dins la llista del Patrimoni de la Humanitat en perill.
Està a la vora del riu Rioni, a 85 km del mar, a 42º 42' de longitud i 42º 16' de latitud i a 125-300 metres del nivell del mar. Té fàbriques de cotxes, maquinària per a mineria, productes químics, sedes, calçat, roba, mobles i aliments enllaunats. Conserva les ruïnes d'una fortalesa construïda fa dos mil anys i té una catedral del segle xi. Com a altres monuments cal esmentar:
El castell de Bagrati, els monestirs de Guelati i de Motsameta, el Palau de Geguti, l'Okros Chardakhi (Mercat daurat), Sataplia karst, els monuments a David Agmashenebeli, a Akaki Tsereteli, als herois, a l'amistat, als treballadors, a Vaja Pxavela, i el Galaktioni.
Té un centre científic, un Museu d'Història i etnografia i un jardí botànic. La universitat de la ciutat es diu Universitat de l'Estat Akaki Tsereteli. També té una Universitat tècnica anomenada Nikolai Muskhelixvili; i un Institut d'Estudis subtropicals.
Té un teatre (el Meskhixvili, drames), una òpera (la Balantxvadze, òperes i ballet), un teatre de titelles (el Gogebaixvili) i un teatre d'humor. Té també una galeria de pintures (Galeria de D. Kakabadze), és la seu de la companyia estatal de danses i cançons folklòriques.
Entre molts altres, són fills de la ciutat els escriptors Akaki Tsereteli, David Kldiaixvili, Niko Lortkipanidze, Konstantine Gamsakhurdia, Shalva Dadiani, Leo Kiacheli; els poetes Paolo Iashvili, Titsian Tabidze, Kolau Nadiradze, Valerian Gaprindashvili (i d'altres organitzats en l'anomenat grup dels "Corns blaus"), Galaktion Tabidze; el músic Zakharia Paliaixvili: l'escultor Jacob Nikoladze o el pintor David Kakabadze.
La població és 147.635 habitants (2014).

## Història

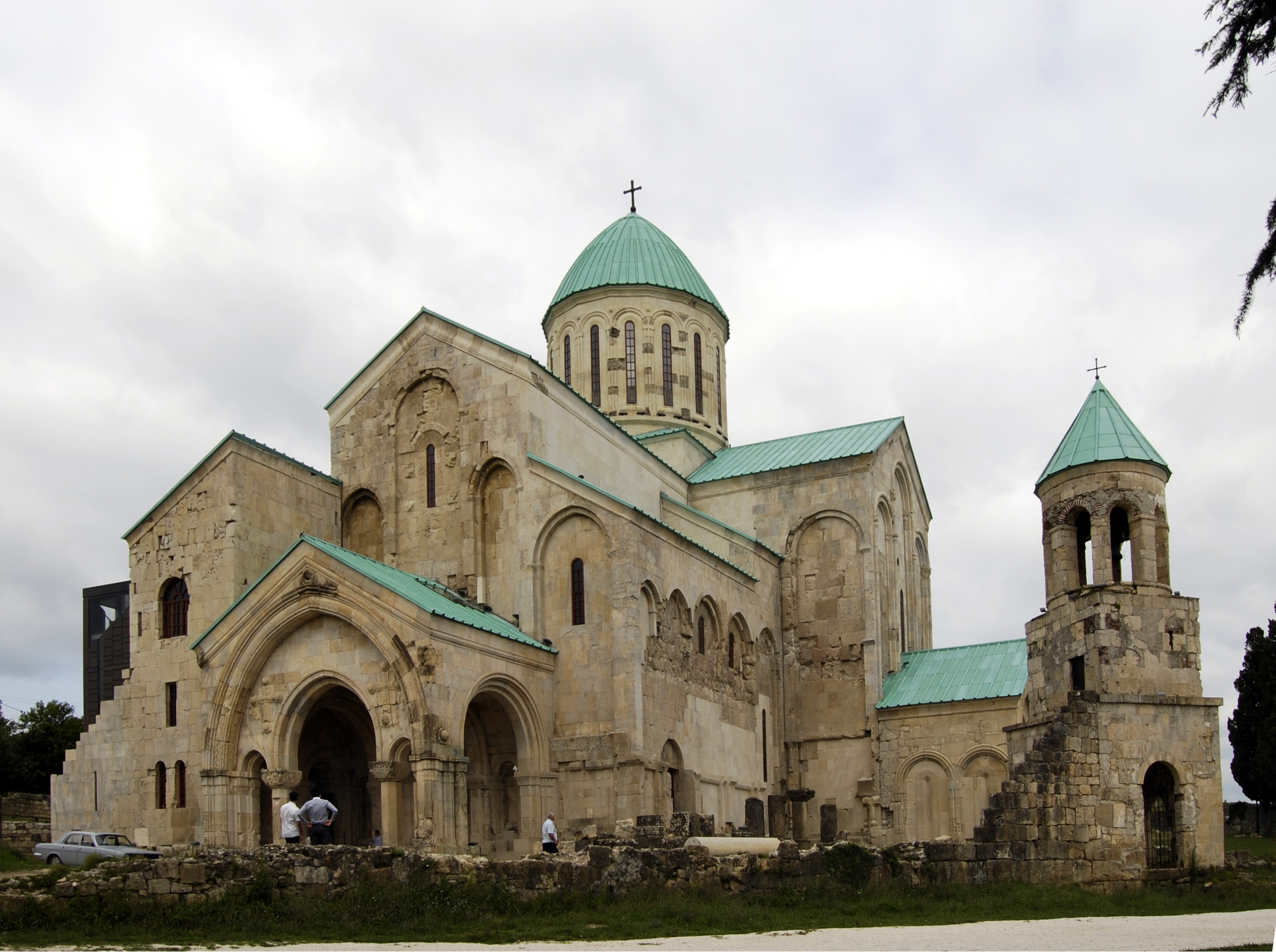
La catedral de Bagrati

Kutaissi va ser la capital de Bagrat III l'unificador cap a l'any 1000. La capitalitat es va traslladar a Tbilisi el 1122 després d'ensorrar-se l'Emirat de Tblisi poc després de la batalla de Didgori de 1121, en la qual David IV va obtenir un gran triomf que consolidà la independència del seu país. El 1249 es va convertir en capital del Regne de Geòrgia Occidental, conegut com a Imerècia. Al segle xv va ser capital del Ducat de Kutaissi, el duc del qual va ser després rei d'Imerècia i va assolir la independència. Va ser capital del país fins al 1810.
Després va pertànyer a Rússia. El 1918 va formar part de la República Democràtica Federal de Transcaucàsia, i després de la República Democràtica de Geòrgia, i el 1922 va caure en poder dels bolxevics i es va integrar en la República Socialista Soviètica de Transcaucàsia, amb la qual va ingressar a la Unió Soviètica. Quan aquesta es va dissoldre, va quedar dins la República Socialista Soviètica de Geòrgia. El 1991 el país va ser independent i Kutaissi restà com a capital de la regió d'Imerècia.
L'any 2011 Mikheil Sakaixvili, president de Geòrgia, va signar una esmena constitucional per la qual es transferia la seu del Parlament de Geòrgia a Kutaissi. El nou edifici del parlament es va inaugurar el 26 de maig de 2012. El 2019, però, es va tornar a traslladar a Tbilisi.

## Fills Il·lustres
- Anastasia Davidovna Virsaladze (1883-1968), pianista i pedagoga musical.